# Ихнометрия
Ихнометрия —  измерение пространственных характеристик шага при ходьбе человека (длины шага, базы шага, угла разворота). Для ихнометрии используются импрегнационные (регистрация отпечатков стоп на бумаге или другом фиксирующем полотне), механические (регистрация точек прикосновения стоп на двуслойном покрытии), оптоэлектронные, электрические (регистрация положения стоп на дорожке с токопроводящими струнами или полосками металла) методы получения измерений. Примером электрического ихнометра может служить ЭКИГ-2, представляющий собой токопроводящую дорожку, состоящую из продольных струн, размещённых на расстоянии 5—7 мм друг от друга. Точки наступания стоп человека определяются по электрическому сопротивлению.